# الساحل الشركسي

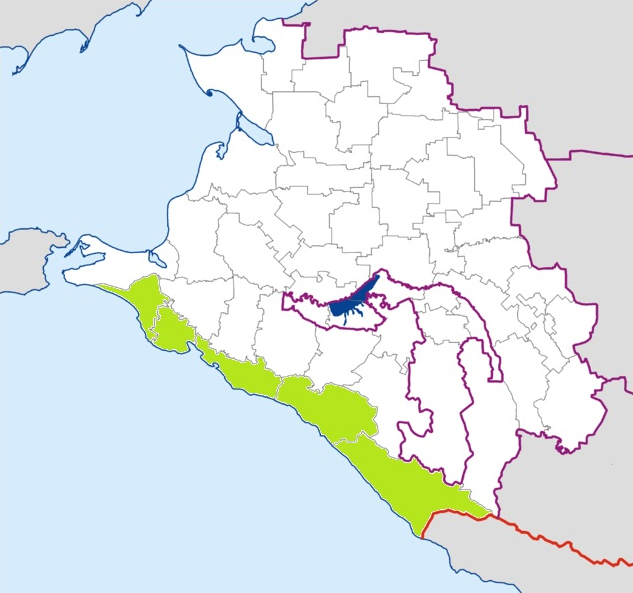
الساحل الشركسي

الساحل الشركسي هو الساحل التاريخي لإقليم شركاسيا على البحر الأسود قبل 1864 والممتد من أنابا شمالا حتى أدلر[ ؟ ] جنوبا والمشتمل على مدن كتوابس وسوشي.
في عام 1829 تم تسليم الخط الساحلي إلى روسيا كنتيجة للحرب الشركسية والحرب الروسية التركية[ ؟ ]. ولكن في 1828 لم يعترف الشركس بالسيطرة الروسية على شركاسيا لأن الإقليم لم يكن يعتبر جزء من الدولة العثمانية واعتبر الشركس أنهم الملاك الشرعيون مما دفعهم لاستمرار في مقاومة الروسيين على طول الساحل والأجزاء الداخلية للبلاد في الحرب الشركسية الروسية.
أحدث تزويد الشركس بسلاح والذخيرة من الجهات الخارجية أزمة ديبلوماسية بين الإمبراطورية الروسية وبريطانيا العظمى والتي عرفت في عام 1836 بالمهمة فيكسن.